# Сулина
Сулина (рум. Sulina) је варош у југоисточном делу Румуније, у историјској покрајини Добруџа. Припада округу Тулча и најважније је стециште у Делти Дунава. Према последњем попису из 2021. године имала је 3.118 становника.

## Географија
Сулина је смештена у крајње североисточном делу Добруџе, 170 km североисточно од седишта покрајине, Констанце. Државна граница са Украјином налази се свега 6 km северније.
Варош је смештена усред Делте Дунава. Сулина се образовала на месту где главни рукавац Дунава, истоимени рукавац Дунава, Сулина, утиче у Црно море. Овај рукавац је и једини који се стално одржава за пловидбу. Надморска висина града је свега 1 метар, а проблем влаге и мочварног тла је свеприсутан.
Сулина се простире на површини од 328,34 km² и представља једну од највећих територијално-административних јединица у Румунији.

## Становништво
| 1948. | 1958. | 1966. | 1977. | 1992. | 2002. | 2011. | 2021. |
| ----- | ----- | ----- | ----- | ----- | ----- | ----- | ----- |
| 3.373 | 3.622 | 4.005 | 4.911 | 5.484 | 4.601 | 3.663 | 3.118 |

Сулина је према последњем попису из 2021. имала 3.118 становника, за 545 мање (-14,88%) у односу на претходни попис 2011. године када је било 3.663 становника.
Сулина се налази у национално мешовитој Добруџи. Румуни чине већину становништва са 81,97%, а прате их Липовани (6,41%), Украјинци (1,06%) и Грци (0,99%).
| Етнички састав према попису из 2021.‍ | Етнички састав према попису из 2021.‍ | Етнички састав према попису из 2021.‍ | Етнички састав према попису из 2021.‍ | Етнички састав према попису из 2021.‍ |
| ------------------------------------ | ------------------------------------ | ------------------------------------ | ------------------------------------ | ------------------------------------ |
|                                      |                                      |                                      |                                      |                                      |
| Румуни                               | Румуни                               |                                      | 2.556                                | 81,97%                               |
| Липовани                             | Липовани                             |                                      | 200                                  | 6,41%                                |
| Украјинци                            | Украјинци                            |                                      | 33                                   | 1,06%                                |
| Грци                                 | Грци                                 |                                      | 31                                   | 0,99%                                |
| Роми                                 | Роми                                 |                                      | 6                                    | 0,19%                                |
| Турци                                | Турци                                |                                      | 4                                    | 0,13%                                |
| Остали и непознато                   | Остали и непознато                   |                                      | 288                                  | 9,24%                                |

## Занимљивости
Сулина је позната као главно је туристичко одредиште у овом подручју и од одавде почињу све туре унутар Делте.